# 霍洛夫尼夫卡
49°38′9″N 35°51′28″E / 49.63583°N 35.85778°E
霍洛夫尼夫卡（烏克蘭語：Головнівка）是位於烏克蘭東部的村莊，由哈爾科夫州哈爾科夫區的新沃多拉哈市鎮負責管轄。該村面積0.09平方公里，海拔高度174米，2001年人口7，人口密度每平方公里77.8人。